# David Delgado Higueruelo
Pour les articles homonymes, voir Delgado.
Delgado  Higueruelo est un nom espagnol. Le premier nom de famille, en général paternel, est Delgado ; le second, en général maternel, souvent omis, est Higueruelo.
David Delgado Higueruelo, né le 13 juillet 2000 à Torredonjimeno, est un coureur cycliste espagnol.

## Biographie
David Delgado est originaire de Torredonjimeno, une localité située en Andalousie. Il participe à ses premières courses cyclistes en 2017 lors de sa première année juniors (moins de 19 ans). Doté d'un gabarit léger, il est considéré comme un pur grimpeur,.  
En 2019, il intègre le club Bicicletas Rodríguez-Extremadura pour ses débuts espoirs (moins de 23 ans). Trois ans plus tard, il se révèle en remportant le Tour de La Corogne. Il termine également troisième du Tour du Portugal de l'Avenir. Après ses performances, il intègre l'effectif de l'équipe continentale Rádio Popular-Paredes-Boavista en tant que stagiaire. Il ne décroche toutefois pas de contrat professionnel.  
Pour la saison 2023, il s'engage avec le Club Ciclista Padronés-Cortizo. Avec cette formation, il s'illustre en étant l'un des meilleurs grimpeurs amateurs en Espagne. Il remporte notamment la Subida a Gorla, ou encore la Clásica Ciudad de Torredonjimeno, manche de la Coupe d'Espagne amateurs. Ses bons résultats lui permettent de signer un premier contrat professionnel de deux ans avec la structure Burgos BH. 

## Palmarès
- 2022
  - Tour de La Corogne :
    - Classement général
    - 3e étape

  - 2e du Tour de Carcabuey
  - 3e du Tour du Portugal de l'Avenir
  - 3e du Gran Premi Vila-real
- 2023
  - Subida al Santuario Virgen de la Sierra
  - Subida a Gorla
  - Clásica Ciudad de Torredonjimeno
  - 3e étape du Grande Prémio Douro Internacional
  - 3e étape du Tour de Cantabrie
  - 2e du Tour de Zamora
  - 3e du Gran Premio Arroyo de la Encomienda
  - 3e du Tour de Navarre